# 圣斯特凡诺-贝尔博
圣斯特凡诺-贝尔博（義大利語：Santo Stefano Belbo），是意大利库内奥省的一个市镇。总面积23平方公里，人口4114人，人口密度178.9人/平方公里（2009年）。ISTAT代码为004213。